# Гостољуби
Гостољуби (грч. Κωνσταντία, Констандија) је насељено место у општини Меглен у периферији Средишња Македонија, Грчка. Према попису из 2021. године било је 514 становника.
Према бугарском географу и историчару, Василу Канчову, у Гостољубу је 1900. године живело 1.300 Словена муслимана. Мештани Гостољуба су током 18. века због притиска и веће сигурности за живот прешли на ислам. Године 1924. муслиманско становништво је принудно исељено у Турску а на њихово место су насељене грчке избегличке породице из Турске. На попису из 1928. године Гостољуби је имао 785 становника.